# 태형동물
태형동물(苔形動物) 또는 이끼벌레류는 태형동물문에 속하는 동물의 총칭이다. 외항동물(外肛動物) 또는 태충류(苔蟲類)라고도 부른다.

## 특징
몸의 길이가 1mm 안팎인 매우 작은 동물로서, 이들이 많이 모여 나뭇가지·경단 모양 등의 군체를 이룬다. 각각의 벌레는 주로 키틴질로 된 외골격(蟲室)과 그 속의 충체(蟲體)로 이루어져 있다. 촉수관은 동그란 말굽 모양으로서, 순환계와 신관을 가지지 않으며, 입 위에 돌기가 있는 종류도 있다. 군체는 원칙적으로 암수한몸으로서 다른 물체에 붙어 생활한다. 전 세계에 약 5,000종이 알려져 있으며 한국에는 120여 종이 밝혀져 있다.

## 하위 분류
- 협후강 (Stenolaemata)
- 나후강 (Gymnolaemata)
- 피후강 (Phylactolaemata)

## 같이 보기
- 군체